# Prignac-et-Marcamps
 Prignac-et-Marcamps egy francia település Gironde megyében az Aquitania régióban. Lakosainak száma 1457 fő (2022. január 1.).

## Adminisztráció
Polgármesterek:
- 2001–2014 Max Jean-Jean  (PS)
- 2014–2020 Michel Gaillard

## Demográfia
| Lakosok száma | 812  | 1262 | 1268 | 1353 | 1394 | 1388 | 1379 | 1374 | 1383 | 1457 |
|               | 1968 | 1982 | 1990 | 2006 | 2013 | 2015 | 2017 | 2019 | 2020 | 2022 |